# The Writer (dal)
A The Writer egy dal Ellie Goulding angol énekesnő debütáló, Lights című albumáról. A lemez negyedik, és egyben utolsó kislemezeként 2010. augusztus 8-án jelent meg.

## Háttér
Ellie így beszélt a kislemezről:
"A The Writer a legszemélyesebb és érzelmesebb dal, amit valaha írtam. Arról szól, hogy mi mindent lennél hajlandó megváltoztatni csak azért, hogy az a bizonyos személy észrevegyen."

## Videóklip
A szám videóklipjét Chris Cottam rendezte, és Happisburgh városában készült a kisfilm. Ellie YouTube csatornáján 2010. július 9-én debütált a felvétel.

## Dallista
| 1. | The Writer                           |  |  | 4:14 |
| 2. | The Writer (Live Acoustic Version)   |  |  | 4:12 |
| 3. | The Writer (Alan Braxe Remix)        |  |  | 6:05 |
| 4. | The Writer (Friend's Electric Remix) |  |  | 3:50 |

| 1. | The Writer (Starsmith Edit) |  |  | 3:43 |
| 2. | The Writer (album verzió)   |  |  | 4:14 |
| 3. | The Writer (instrumentális) |  |  | 4:13 |

## Fordítás
- Ez a szócikk részben vagy egészben  a   The Writer (song) című angol Wikipédia-szócikk fordításán alapul.  Az eredeti cikk szerkesztőit annak laptörténete sorolja fel. Ez a jelzés csupán a megfogalmazás eredetét és a szerzői jogokat jelzi, nem szolgál a cikkben szereplő információk forrásmegjelöléseként.